# (999) Zachia
(999) Zachia es un asteroide perteneciente al cinturón de asteroides descubierto el 9 de agosto de 1923 por Karl Wilhelm Reinmuth desde el observatorio de Heidelberg-Königstuhl, Alemania.
Está nombrado en honor del astrónomo y matemático alemán Franz Xaver von Zach (1754-1832).